# Les Costes (la Vall de Boí)
Les Costes és una petita vall del riu de Sant Martí situada al municipi de la Vall de Boí a la comarca de l'Alta Ribagorça.